# Aeroportul Manicoré
Aeroportul Manicoré (IATA: MNX, ICAO: SBMY) este un aeroport din Manicoré, Amazonas, Brazilia ce deservește zona Manicoré. Aeroportul a fost tranzitat în 2022 de 76 de pasageri. A fost numit după zona deservită.
Situat la o altitudine de 53 m, aeroportul dispune de 1 pistă.

## Infrastructură

### Piste
Aeroportul dispune de o singură pistă. Pista 5/23 are suprafața de asfalt și dimensiunile 1.265 m × 30 m. 